# 戦争の犬たち
『戦争の犬たち』（せんそうのいぬたち、The Dogs of War）は、イギリスの作家フレデリック・フォーサイスの軍事・経済小説。1974年に出版された。

## 概要
プラチナ鉱山の利権を狙ってアフリカの小国にクーデターをしかける資産家と傭兵たちの陰謀を描いている。
題材となったクーデターは、フォーサイスの項目で述べているように、彼が参画した赤道ギニア共和国に対する実際のクーデターに基づいているといわれている。作品中に出てくる将軍はビアフラ共和国のオジュク将軍がモデルであり、ジャーナリスト時代にビアフラ戦争の取材を行い『ビアフラ物語』を執筆したフォーサイスはビアフラに同情的であった。
タイトルの「戦争の犬たち」は原題の直訳であり、これはシェイクスピアの戯曲『ジュリアス・シーザー』の第三幕第二場に出てくる「戦争の犬を解き放て（let slip the dogs of war）」という台詞を引用したものである。日本語の語感からくる「金のために資産家の犬として働く戦争屋」のようなニュアンスよりも、優れた猟犬というようなイメージであろう。作品中において、依頼主のマンコン側は傭兵を金銭に応じて働く存在だと考えているが、傭兵たち自身は「依頼を受けるかどうかを自ら判断し、雇い主に対して最善を尽くすプロの戦士」として好意的に描かれている。
内容はタイトルから想像される派手な戦争ものではなく、大部分は事前の綿密な情報収集・現地調査、武器弾薬や装備の入手、ペーパーカンパニーや輸送船の買収などの準備に費やされており、東西対立下のヨーロッパにおける闇兵器売買の実態、不正な経済活動の実例といったフォーサイスらしい薀蓄が多く示されている。
なお、シャノンの経歴としてコンゴ動乱における白人傭兵の活動もかなり詳しく書き込まれている。また、シャノンの部下の傭兵たちの出自、経歴はアフリカで戦う白人傭兵の典型例が使われており、後の作品の『ネゴシエーター』にも似たタイプの傭兵達が登場する。

## プロット
一代で大企業マンソン鉱山会社（マンコン）を興した会長マンソン卿は、西アフリカの貧しい小国ザンガロの内陸部にある「水晶山」に高純度のプラチナ鉱脈があり、その埋蔵量が莫大な規模におよぶことを知った。プラチナは自動車用触媒としての将来需要を見込めるため、マンソン卿はその利権を密かに自分のものとすべく、現地調査報告書の内容を改竄して低品位の錫が発見されたことにして、プラチナの存在を伏せた。マンソン卿はザンガロにクーデターを起こして独裁者キンバ大統領を殺害し、傀儡政権を作り上げた上で、自らが操るペーパーカンパニーに採掘権を与えさせてプラチナ利権を手中に収め、さらにペーパーカンパニーの株売買でも利益を得る計画を企んだのだ。そのため、彼は腹心の部下サイモン・エンディーンにザンガロ情勢の調査を、そしてもう1人の部下マーチン・ソープには、現在は活動せず株価も最低レベルだが由緒のある会社の買収を命じた。
エンディーンは公刊資料を調べるかたわら、各国の傭兵にコネを持つジャーナリストに接触、北アイルランド出身で若いがやり手と評判の傭兵キャット・シャノンを選び出した。アフリカの戦場から生還してパリに滞在中のシャノンに面会したエンディーンは、素性と真意を伏せつつ、キンバ打倒を目論む国内勢力がいるという名目で、軍事面からのザンガロ調査を依頼した。シャノンは自ら観光客を装ってザンガロを訪れて、首都クラレンス一帯を詳細に調査し、国内勢力によるクーデターは困難だが、外部からの電撃的な軍事作戦なら可能とのレポートを提出する。その間にマンコンの動きがソ連に漏れ、ザンガロにとって数少ない友好国であるソ連は、水晶山にかかわる報告書が改竄された可能性をキンバ大統領に訴えて現地調査の許可を取り付ける。マンソン卿もまたソ連の動向を知り、ソ連調査団が到着するまでにクーデターを決行しなければならなくなった。クーデターの計画立案、武器・兵員調達、輸送、戦闘の全てを委任されたシャノンは以前からの戦友4人を集め、非合法な資金輸送や武器の裏取引の知識を使って、ヨーロッパ各国で準備を進める。一方でシャノンは依頼主の真意について探るため、私立探偵にエンディーンを尾行させて依頼主がマンコンであることをつかみ、マンソン卿の愛娘に接近するとともに、郷里での内戦に敗れてアフリカ某所に亡命している「将軍」を訪れていた。
正式依頼から100日後のザンガロ独立記念日未明、シャノン一行は買収した貨物船でクラレンス沖合に到着した。道中で合流した旧知のアフリカ人戦士達とともに上陸した傭兵達は、迫撃砲による砲撃で大統領官邸と兵営を制圧。突入した官邸でキンバを殺害し、味方に3名の死者を出しつつも、官邸の武器・金品・通信設備を確保することに成功した。
夜が明けると、隣国で待機していたエンディーンとボディーガードが、キンバの元部下であるボビ大佐を伴って現れた。キンバと対立して亡命していたボビは傀儡政権トップの座に就く予定だったが、しかし、富者の思惑による戦乱に翻弄されるアフリカ現地の悲惨さを知っているシャノンには別の考えがあった。シャノンはボビ大佐とボディーガードを射殺し、ちょうど沖合に到着したソ連調査団の入港を拒否。エンディーンを追放するため国境まで送り届ける途上、シャノンはエンディーンを含めた依頼主の正体と企図を知っていたことを明かす。そして、ザンガロ第三の民族集団である移民労働者たちによって治安維持を行い、クーデター後の国政や水晶山開発を各民族による三者評議会に委ねると宣言する。その移民たちは「将軍」の出身部族でもあった。
ザンガロでのクーデターはヨーロッパではほとんど報道されず、マンコンも沈黙を守った。再会を約して解散した傭兵たちはザンガロを離れ、あるいは新たな戦場で死ぬか行方不明になり、またあるいは死の病におかされて自死を遂げていった。

## 映画
1980年に小説を原作にした同名の映画が作られた（The Dogs of War）が、前半の準備部分を大幅に省略した上、映画独自の設定を加えているため、原作とは異なった作品となっている。

### キャスト
| 役名                 | 俳優                           | 日本語吹替                                                                                     |
| 役名                 | 俳優                           | テレビ朝日版                                                                                   |
| -------------------- | ------------------------------ | ---------------------------------------------------------------------------------------------- |
| ジェイミー・シャノン | クリストファー・ウォーケン     | 野沢那智                                                                                       |
| ドルー               | トム・ベレンジャー             | 納谷六朗                                                                                       |
| ノース               | コリン・ブレイクリー           | 坂口芳貞                                                                                       |
| ロイ・エンディーン   | ヒュー・ミレー                 | 小林修                                                                                         |
| デレク               | ポール・フリーマン             | 筈見純                                                                                         |
| ミシェル             | ジャン＝フランソワ・ステヴナン | 千田光男                                                                                       |
| ジェシー・シャノン   | ジョベス・ウィリアムズ         | 吉田理保子                                                                                     |
| ロックハート大尉     | ロバート・アークハート         |                                                                                                |
| オコエ医師           | ウィンストン・ヌシュナ         | 阪脩                                                                                           |
| ボビ大佐             | ジョージ・ハリス               | 屋良有作                                                                                       |
| ガブリエル           | マギー・スコット               | 吉田理保子                                                                                     |
| テリー               | エド・オニール                 |                                                                                                |
| 将校                 | ペドロ・アルメンダリス・Jr.    | 大塚芳忠                                                                                       |
| 取材クルー           | ジム・ブロードベント           |                                                                                                |
| パーティーの客       | ヴィクトリア・テナント         |                                                                                                |
| その他               |                                | 藤本譲 郷里大輔 村松康雄 加藤精三 平林尚三 笹岡繁蔵 辻村真人 佐々木優子 徳丸完 幹本雄之 島香裕 |
|                      |                                |                                                                                                |
| 演出                 |                                | 左近允洋                                                                                       |
| 翻訳                 |                                | 篠原慎                                                                                         |
| 調整                 |                                | 飯塚秀保                                                                                       |
| 効果                 |                                | 東上別符精 PAG                                                                                 |
| 担当                 |                                | 猪谷敬二                                                                                       |
| 解説                 |                                | 淀川長治                                                                                       |
| 制作                 |                                | グロービジョン                                                                                 |
| 初回放送             |                                | 1987年11月8日 『日曜洋画劇場』                                                                 |